# 伐木・チェーンソー作業従事者
伐木・チェーンソー作業従事者（ばつぼく・チェーンソーさぎょうじゅうじしゃ）とは、伐木等の業務に係る特別教育を修了した者。チェーンソー特別教育ともいう。

## 概要
- チェーンソーを用いて伐木の業務を行う。2020年8月1日にチェーンソー作業者と立木の伐木作業者を統合し創設。

## 受講資格
- 満18歳以上

## 特別教育
- 特別教育は各事業所（企業等）又は都道府県労働局長登録教習機関において行われる。
- 安全衛生特別教育規程（昭和47年労働省告示第92号）で規定された履修時間は18時間（以上）となっている。

### 講習科目
- 学科

1. 伐木等作業に関する知識（4時間）
2. チェーンソーに関する知識（2時間）
3. 振動障害及びその予防に関する知識（2時間）
4. 関係法令（1時間）

- 実技

1. 伐木等の方法（5時間）
2. チェーンソーの操作（2時間）
3. チェーンソーの点検及び整備（2時間）